# U-Wagen-Werke
Die U-Wagen-Werke Ing. Umann waren ein Hersteller von Automobilen aus Österreich.

## Unternehmensgeschichte
Das Unternehmen aus Wien begann 1919 unter Leitung des Ingenieurs Umann mit der Produktion von Automobilen. Der Markenname lautete U-Wagen. 1923 endete die Produktion.

## Fahrzeuge
Das Unternehmen stellte Kleinwagen her. Im zweisitzigen Prototypen U 1 kam ein Zweizylindermotor mit 489 cm³ Hubraum zum Einsatz. Besonderheit war sein Soden-Getriebe mit Vorwählautomatik, entwickelt von Carl Alfred Graf von Soden-Fraunhofen, Direktor von ZF. Das Leergewicht betrug 360 kg. In Serienmodell 7/18 PS sorgte ein Vierzylindermotor mit 760 cm³ oder 780 cm³ Hubraum für den Antrieb. Die häufigste Karosserieform war die eines zweisitzigen Roadsters. 1920 ergänzte das Modell 7/18 PS U 2 das Angebot. Dessen Motor verfügte über 1100 cm³ Hubraum. Die Karosserie bot wahlweise Platz für zwei oder vier Personen.
Zwei Fahrzeuge nahmen am 12. August 1923 an der IV. Filius-Fahrt zum Gedenken an den verstorbenen Mitgründer der "Allgemeinen Automobil-Zeitung", Adolf Schmal-Filius teil.